# Parid Xhihani
Parid Xhihani (ur. 18 lipca 1983 w Kavajë, Albania) – albański piłkarz grający na pozycji napastnika lub pomocnika.

## Kariera piłkarska

### Kariera klubowa
Karierę piłkarską rozpoczął w KS Besa w 1998. W latach 2001–2005 występował również w klubach KS Shkumbini, Dinamo Tirana i Teuta Durrës. Latem 2006 powrócił do swego macierzystego klubu. Latem 2008 roku przeniósł się do innego ukraińskiego klubu Zorii Ługańsk. Następnie grał w KS Kastrioti. Karierę zakończył w 2013 w KS Besa.

### Kariera reprezentacyjna
W maju 2010 został powołany do reprezentacji Albanii.